# Aleksander Zdanowicz (prawnik)
Aleksander Maria Zdanowicz (ur. 28 września 1898 w Opolu, data i miejsce śmierci nieznane) – porucznik artylerii Wojska Polskiego, kawaler Orderu Virtuti Militari, prawnik.

## Życiorys
Urodził się 28 września 1898 w Opolu, w ówczesnym powiecie nowoaleksandryjskim guberni lubelskiej, w rodzinie Juliana i Aleksandry z Nowakowskich. 
W czasie wojny z bolszewikami walczył w szeregach 3 Dywizjonu Artylerii Konnej, a za wykazane męstwo został odznaczony Srebrynym Krzyżem Orderu Virtuti Militari.
8 stycznia 1924 został zatwierdzony w stopniu podporucznika rezerwy ze starszeństwem z 1 sierpnia 1920 i 35. lokatą w korpusie oficerów artylerii. W 1922 miał przydział w rezerwie do 3 Dywizjonu Artylerii Konnej, w 1923 do 10 Dywizjonu Artylerii Konnej w Jarosławiu, a w 1924 do 12 Dywizjonu Artylerii Konnej w Ostrołęce. 29 stycznia 1932 prezydent RP nadał mu stopień porucznika rezerwy z dniem z 2 stycznia 1932 i 72. lokatą w korpusie oficerów artylerii. Był wówczas oficerem rezerwy 9 Dywizjonu Artylerii Konnej w Baranowiczach. W 1934 pozostawał w ewidencji Powiatowej Komendy Uzupełnień Nowogródek. Miał wówczas przydział w rezerwie do 1 Pułku Artylerii Lekkiej Legionów w Wilnie.
Do 25 lutego 1927 był sędzią śledczym Sądu Okręgowego w Nowogródku, a następnie podprokuratorem przy Sądzie Okręgowym w Nowogródku. 30 września 1929 „na skutek podania” został przeniesiony ze stanowiska wiceprokuratora Sądu Okręgowego w Nowogródku na stanowisko wiceprokuratora Sądu Okręgowego w Wilnie, w 1931 na stanowisko prokuratora Sądu Okręgowego w Nowogródku, w 1935 na stanowisko prokuratora Sądu Okręgowego w Grodnie, a 16 października 1936 „na skutek podania” na stanowisko prokuratora Sądu Okręgowego w Wilnie. 16 lipca 1938 został mianowany prezesem Sądu Okręgowego w Grodnie.

## Ordery i odznaczenia
- Krzyż Srebrny Orderu Wojskowego Virtuti Militari nr 3142[2] – 1922[24][25]
- Złoty Krzyż Zasługi – 9 listopada 1932 „za zasługi na polu wymiaru sprawiedliwości”[26][27]
- Medal Niepodległości – 13 kwietnia 1931 „za pracę w dziele odzyskania niepodległości”[28][1]
- Medal Pamiątkowy za Wojnę 1918–1921[27]
- Medal Dziesięciolecia Odzyskanej Niepodległości[27]
- Odznaka pamiątkowa „Orlęta”[27]